# アイリーン・ダイアモンド
アイリーン・ダイアモンド（Irene Diamond、1910年5月7日 - 2003年1月21日）は、ハリウッドで活躍したアメリカ合衆国のタレント・スカウト。後年には、フィランソロピー（慈善活動）で広く知られた。

## 生涯
ペンシルベニア州ピッツバーグで、移民の両親のもとにアイリーン・リヴァイン(Irene Levine)として生まれた。
若いころはアイリーン・リー(Irene Lee)という名で、ニューヨークで女優を目指したが、もっぱらモデルとして活動した。
ニューヨークのワーナー・ブラザースにフリーランスとして出入りした後、ハリウッドの本社で、ハル・B・ウィリス(Hal B. Wallis)の下で脚本編集者(Script editor)として働くことになった。以降、25年にわたって脚本の発掘と推薦に従事し、『マルタの鷹 (1941年の映画)|マルタの鷹』や『愛の勝利』の原作を発掘した。後年、ウィリスがパラマウント映画に移った後も協力関係は続いた。
タレント・スカウトとしては、バート・ランカスター、カーク・ダグラス、ロバート・レッドフォードなどの活躍に途を拓き、また、脚本編集者(Script editor)として、『カサブランカ』の原作となった「Everybody Comes to Rick's」という脚本の購入を会社（ワーナー・ブラザース）に強く勧めたことがよく知られている。
1942年には、不動産業者として知られたアーロン・ダイアモンド(Aaron Diamond)と結婚して、ニューヨークに拠点を戻し、以降、終生ニューヨークに住んでいた。1984年に、夫が巨額の遺産を残して急死した後、アイリーンは夫の名を冠した財団(the Aaron Diamond Foundation)の代表となり、1987年から1996年までの10年間に、ニューヨーク市の様々な組織に資金提供を行なった。対象となった寄付先にはAIDSなど医療に関するものや、ジュリアード音楽院など教育・文化に関するものが含まれていた。
1999年には、当時のクリントン大統領からナショナル・メダル・オブ・アーツ（国民芸術勲章）(National Medal of Arts)を授与された。